# モアモア (曲)
「モアモア」は、大塚愛の楽曲。2014年5月21日にavex traxから彼女の23枚目のシングルとしてリリースされた。
2014年最初のシングルであるが、前年リリースの「Re:NAME」に続く「大塚愛 10th Anniversary」第2弾シングルと位置づけられている。楽曲は「もっと○○○したい!」をテーマとしたポップチューンに仕上がっている。
PVは、大塚の等身大パネル47枚が各都道府県の観光地に設置され、人や動物と触れ合う様子が写されたもので、構想から完成までおよそ4ヶ月をかけたという。

## CDシングル
CDシングルはCD+DVD盤と通常盤の2種がリリースされ、CD+DVD盤の付属DVDにはPVおよびメイキング画像が収録される。また、それぞれの盤のジャケットは、合わせると1つの画像になるように作られている。

### 収録曲
| 全作詞・作曲: aio、全編曲: aio/hiroo。 |                                                                                         |       |            |      |
| #                                      | タイトル                                                                                | 作詞  | 作曲・編曲 | 時間 |
| 1.                                     | 「モアモア」(読売テレビ・日本テレビ系『ダウンタウンDX』2014年6-7月期エンディングテーマ) | aio   | aio        | 3:36 |
| 2.                                     | 「フフフ」                                                                              | aio   | aio        | 4:10 |
| 3.                                     | 「モアモア (Instrumental)」                                                             | aio   | aio        | 3:36 |
| 4.                                     | 「フフフ (Instrumental)」                                                               | aio   | aio        | 4:08 |
| 合計時間:                              | 合計時間:                                                                               | 15:32 |            |      |

| #  | タイトル                  | 作詞 | 作曲・編曲 |
| -- | ------------------------- | ---- | ---------- |
| 1. | 「モアモア -Music clip-」 |      |            |
| 2. | 「Making」(特典映像)      |      |            |